# خشته
بریکِت که خشته و خوش‌سوز نیز خوانده می‌شود، معمولاً به مواد سوختنی فشرده‌شده و قالب‌گیری‌شده گفته می‌شود. علاوه بر مواد سوختی، قطعات و براده‌های ریز و درشت فلزی، مواد آلیاژی، خرده قطعات نسوز و برخی مواد دیگر را نیز برای استفاده مجدد به شکل بریکت درمی‌آورند . 
بریکت‌های سوختی (Fuel briquettes) شامل بریکت زغال چوب (زغال فشرده)، بریکت انواع زغال سنگ و بریکت مواد گیاهی (بیوماس) است .

## نگارخانه

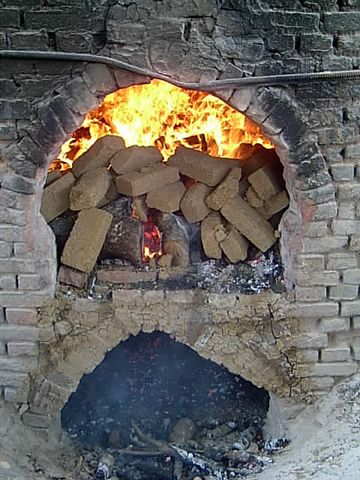
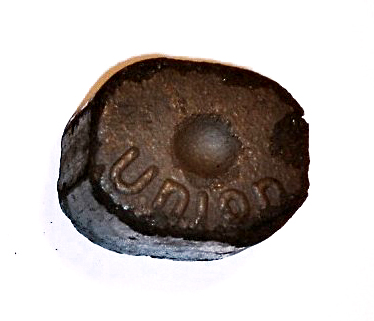
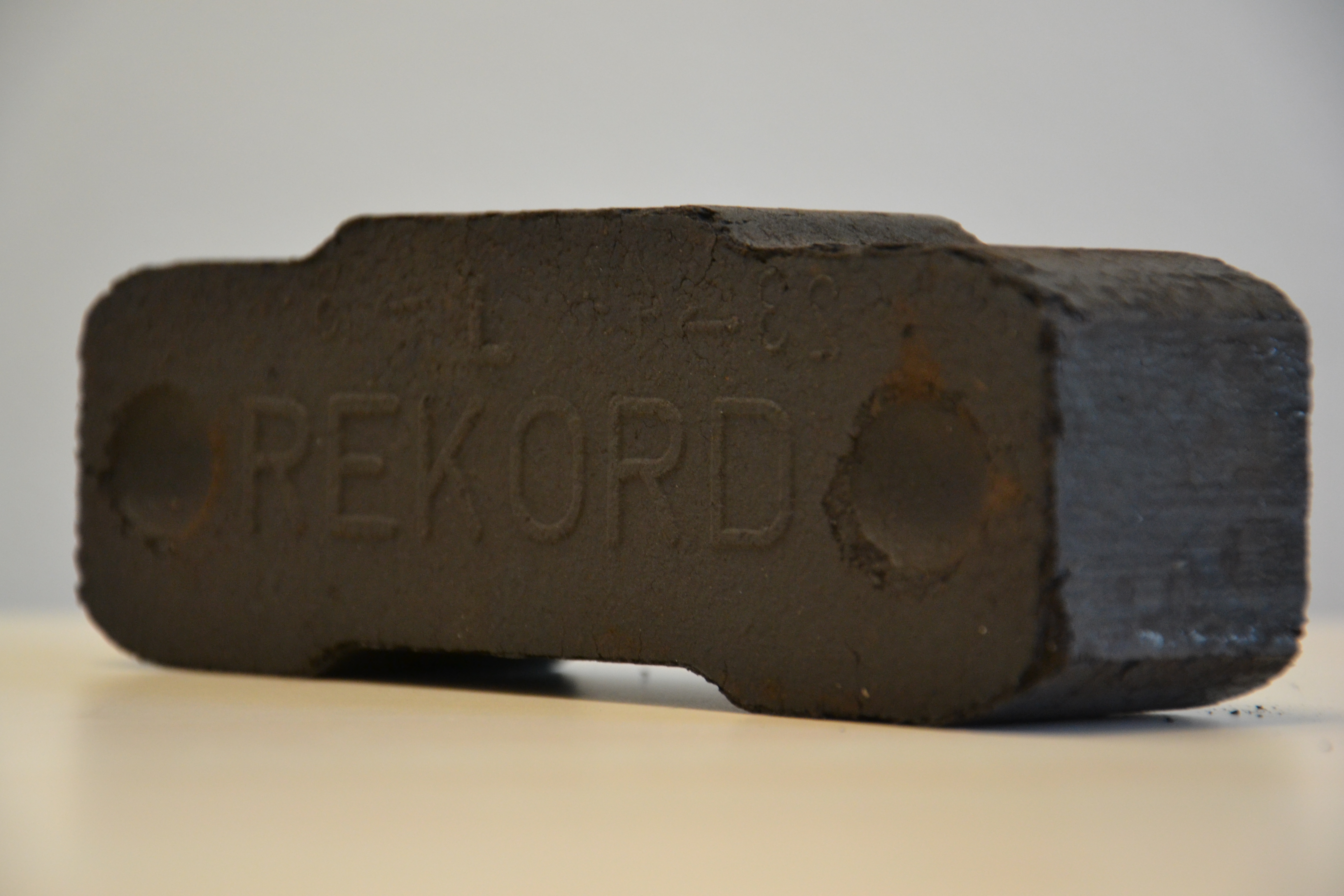
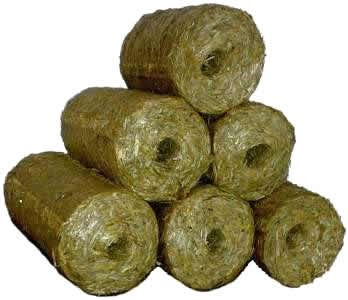
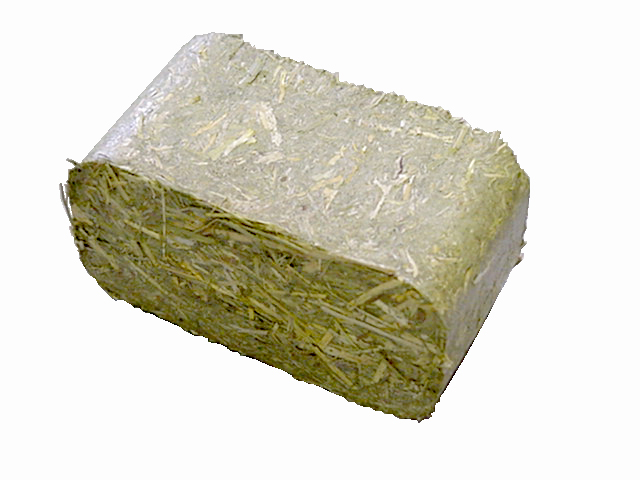
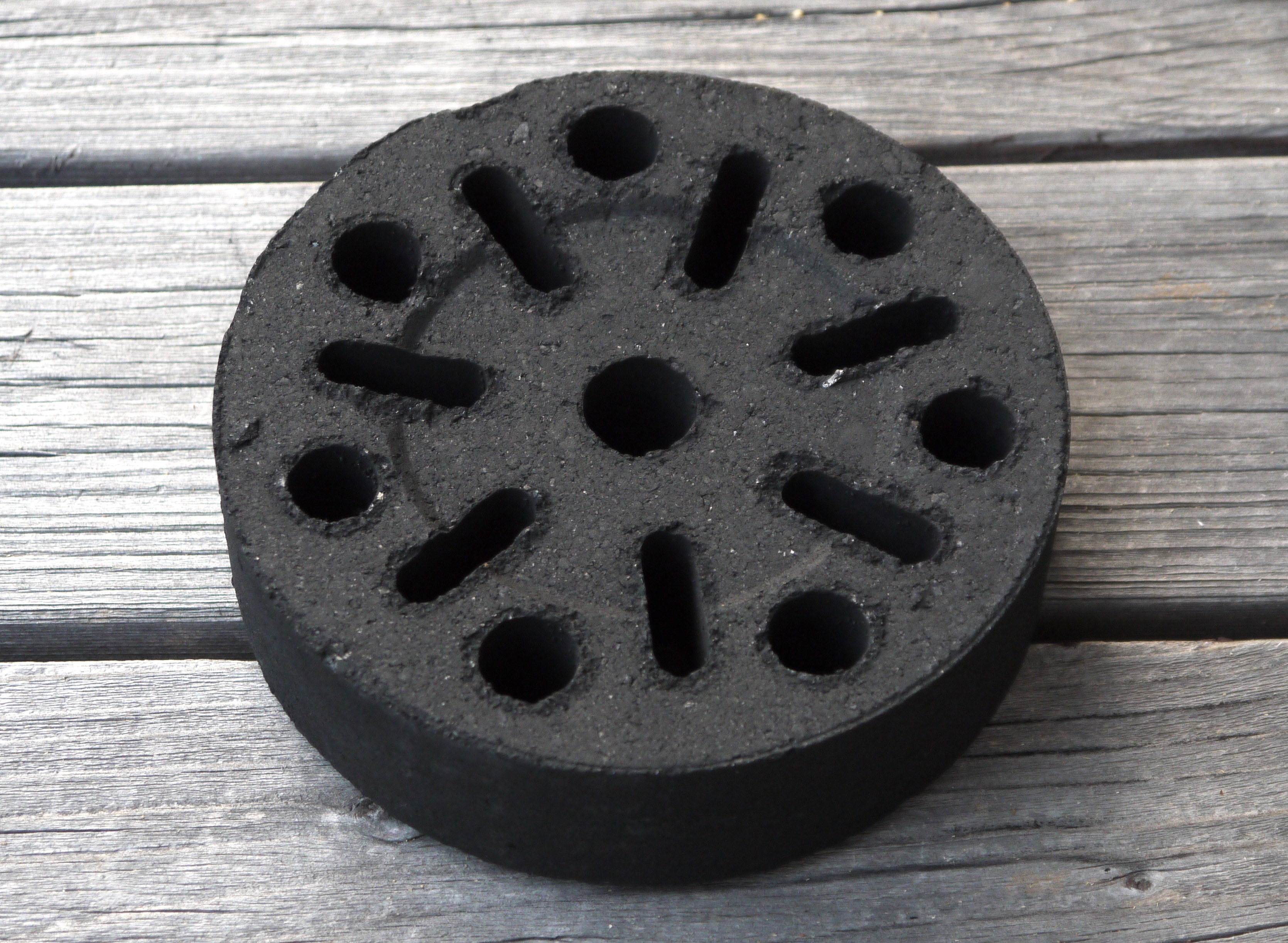
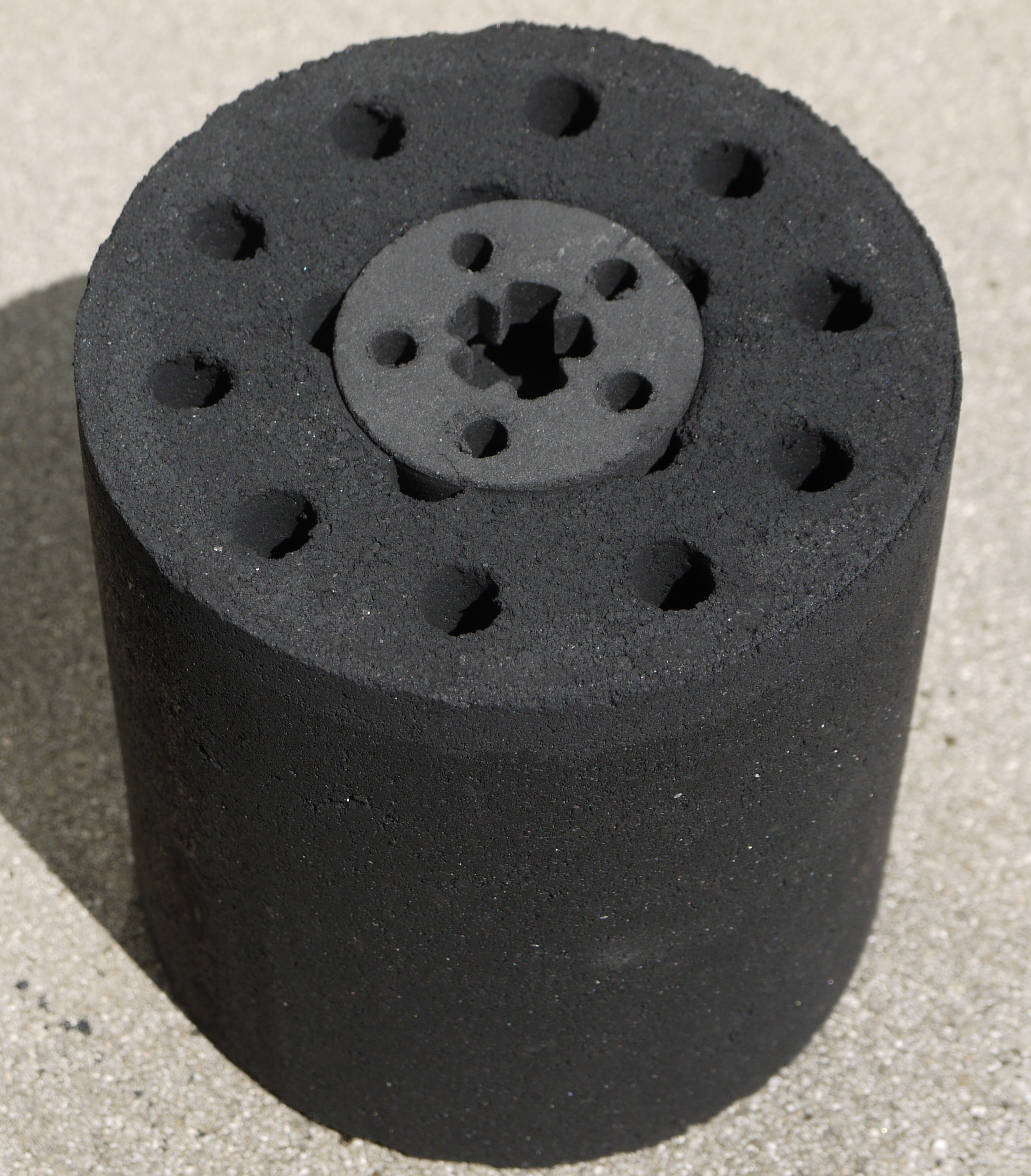
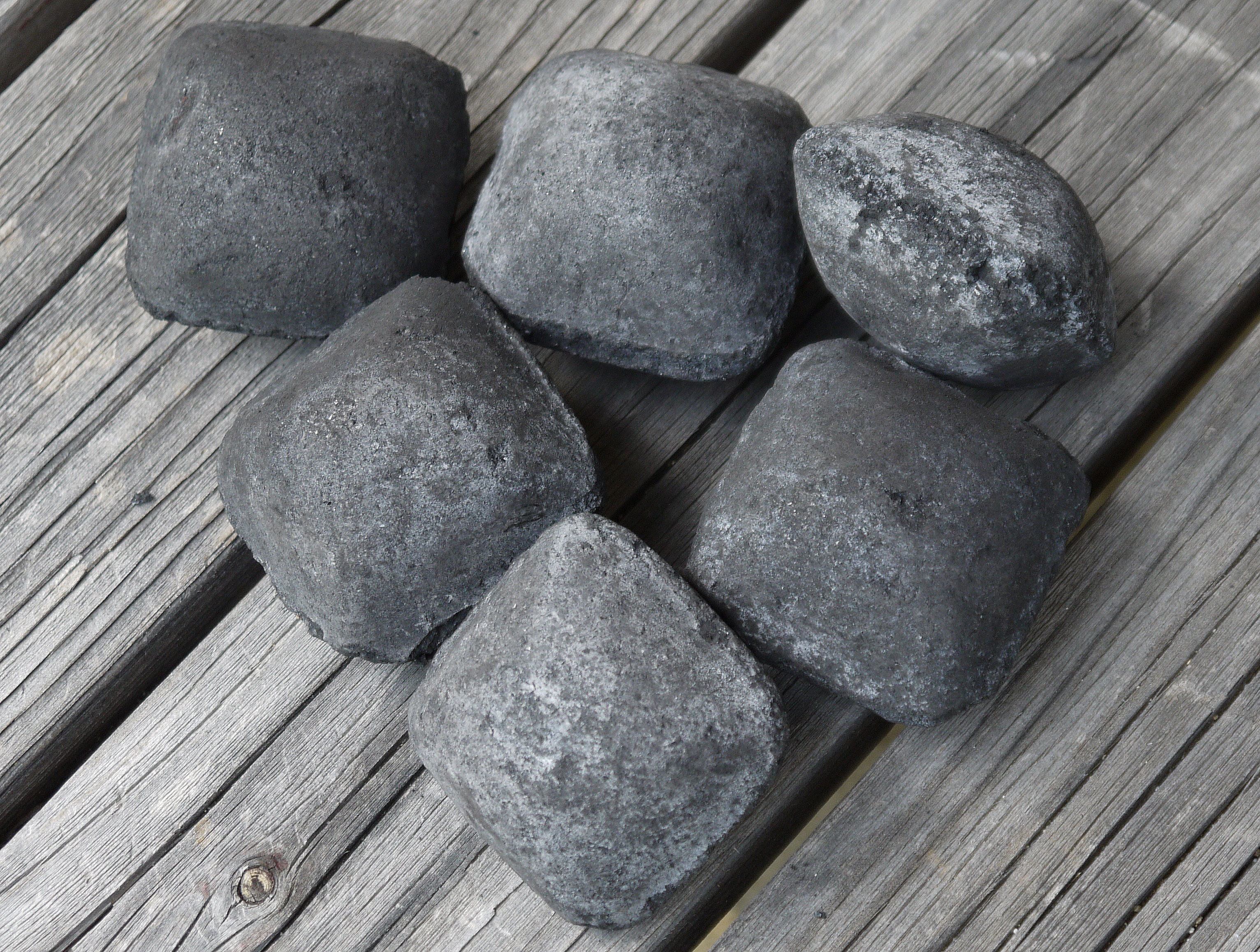
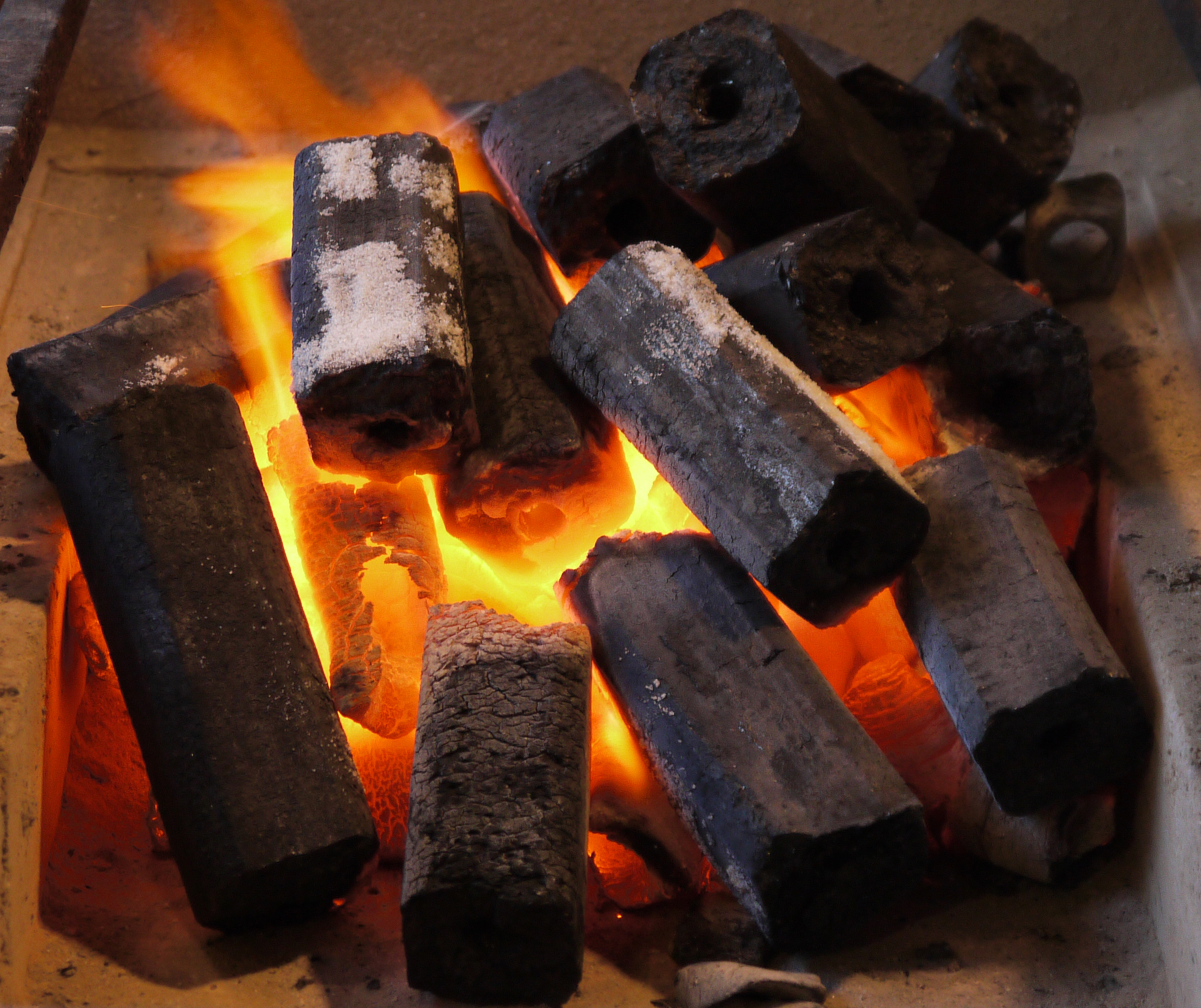
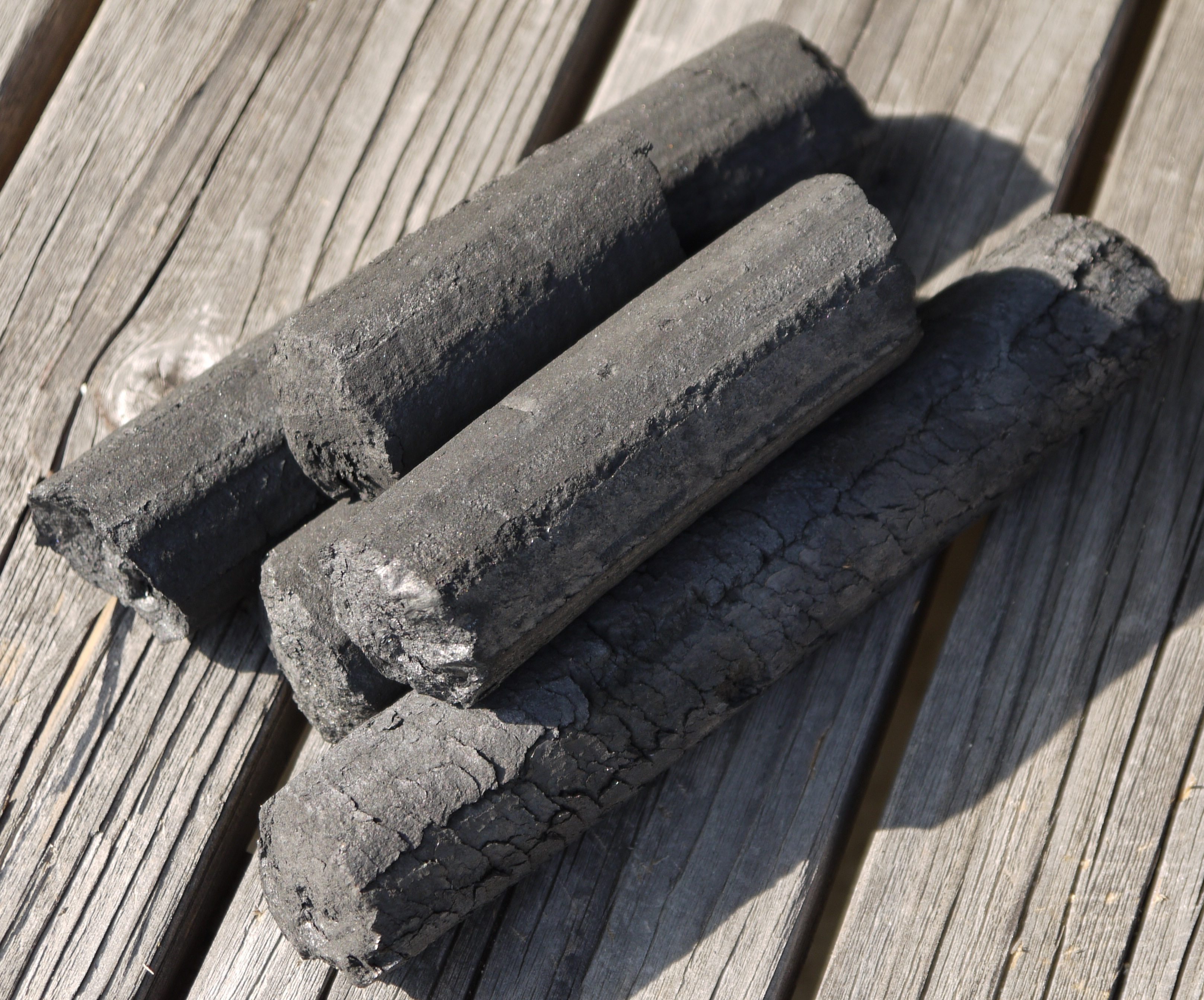
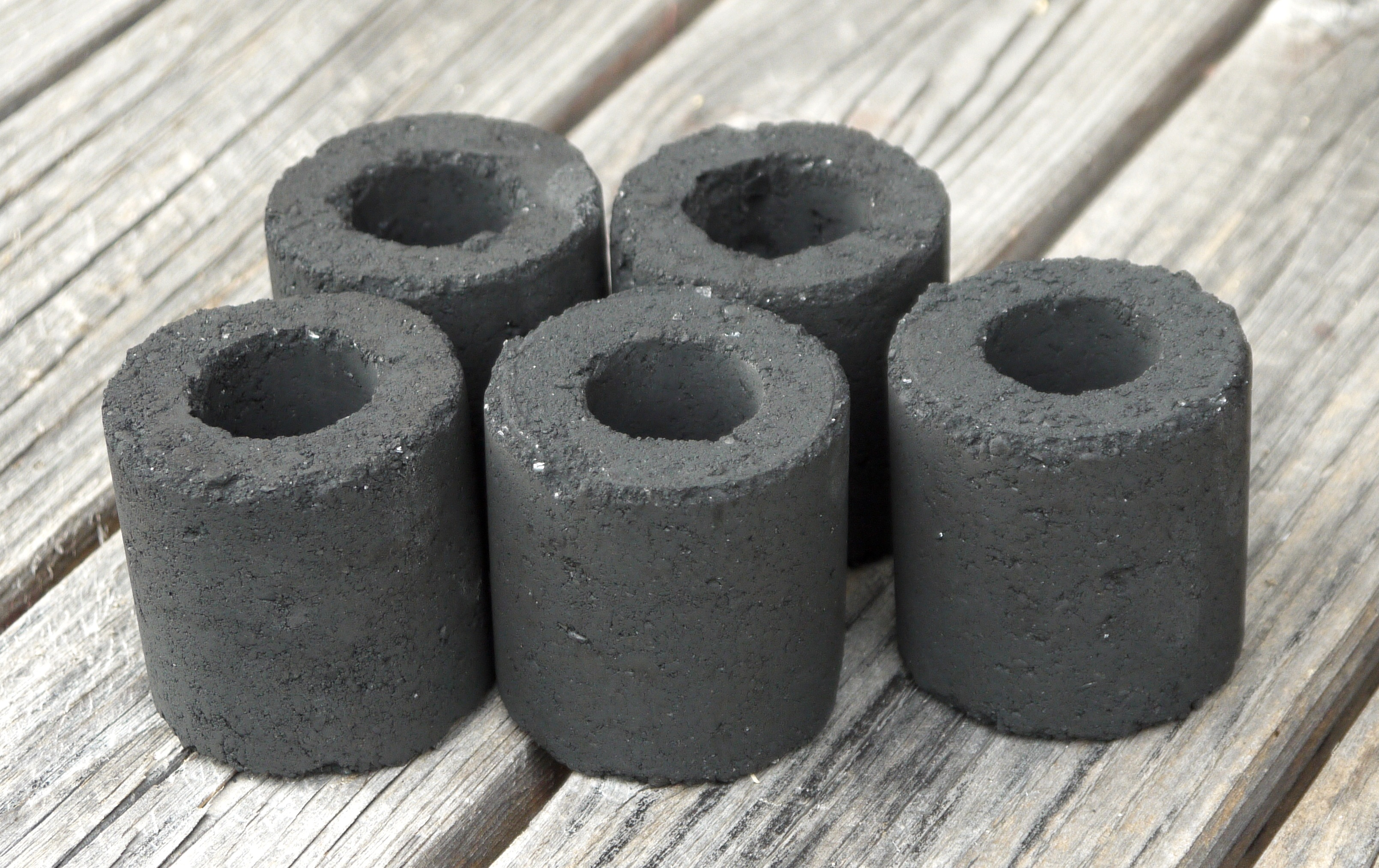
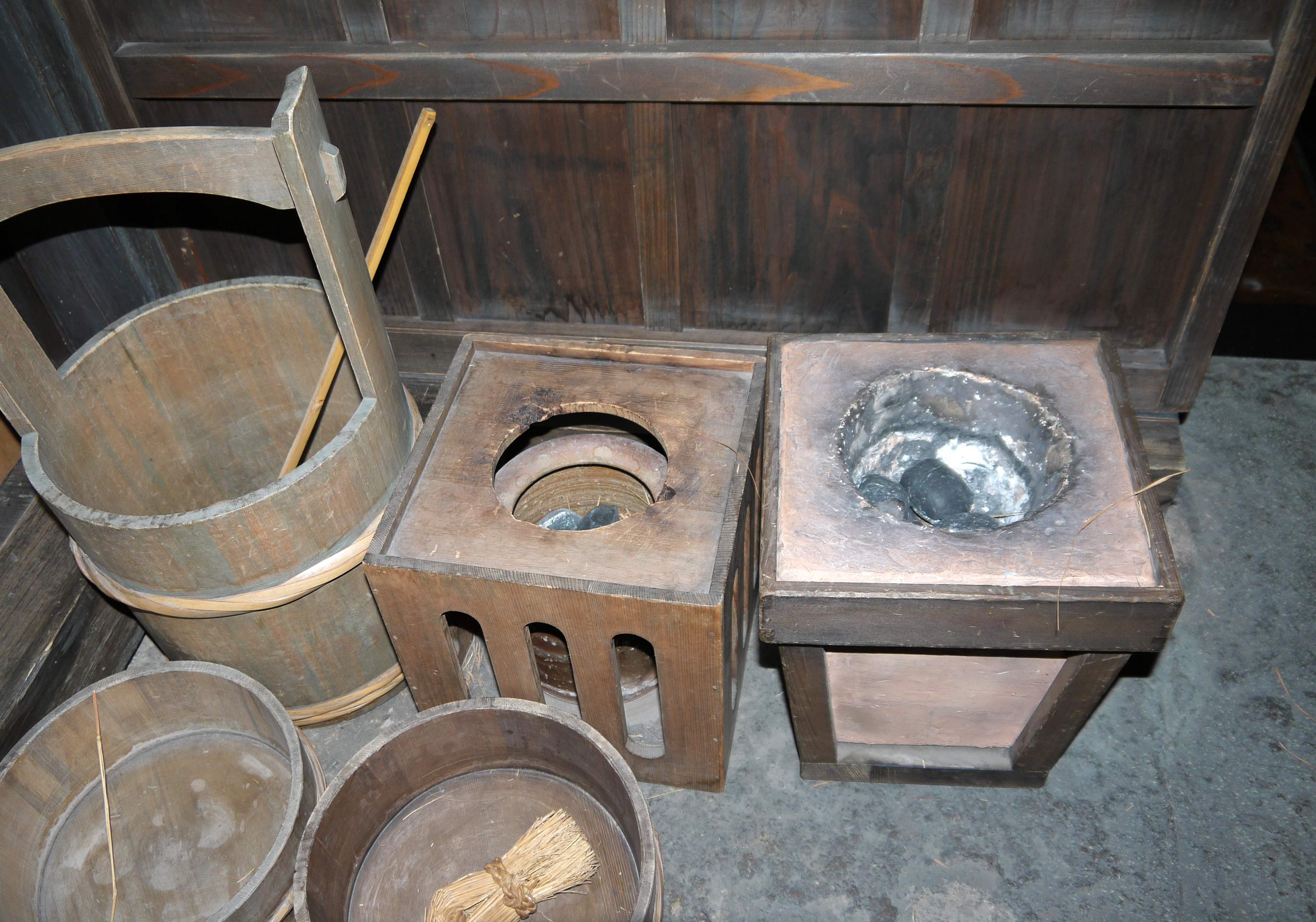